# Elabuga
Elabuga, (in russo Елабуга?; in tataro Алабуга) è una città della Russia che si trova nella Repubblica autonoma del Tatarstan. Di antica fondazione, nel 1780 ottenne lo status di città; è capoluogo dell'Elabužskij rajon.
La cittadina, che si trova a 200 chilometri da Kazan' e sorge sulle rive del Kama, nel 1995 aveva una popolazione di circa 65 800 abitanti e nel 2009 di circa 70 000, di cui il 58,7% russi, il 34,3 di tatari, l'1,7% di ciuvasci e il rimanente di altri gruppi etnici.
A Elabuga nacque Ivan Ivanovič Šiškin, si uccise Marina Ivanovna Cvetaeva e frequentò le scuole superiori Leonid Aleksandrovič Govorov.

## Amministrazione

### Gemellaggi
- Safranbolu
- Aleksin
- Berëzovskij
- Weilheim in Oberbayern

## Galleria d'immagini

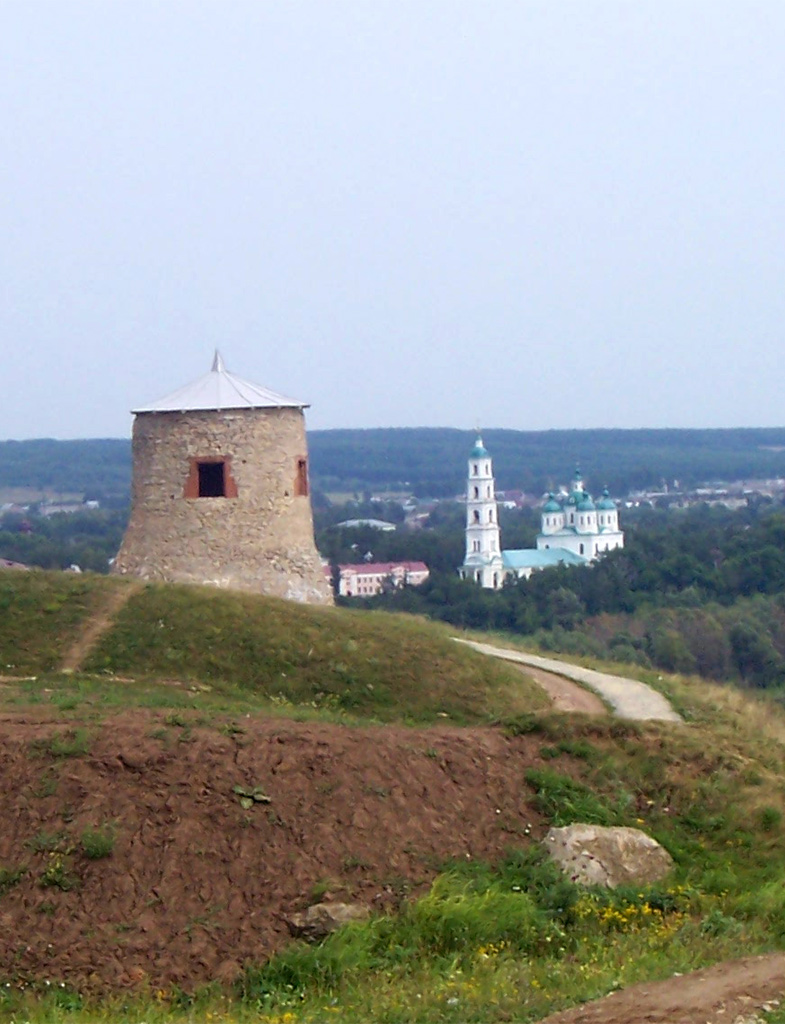
la Torre del diavolo (Şaytan qalası), risalente all'epoca del Volga Bulgaro
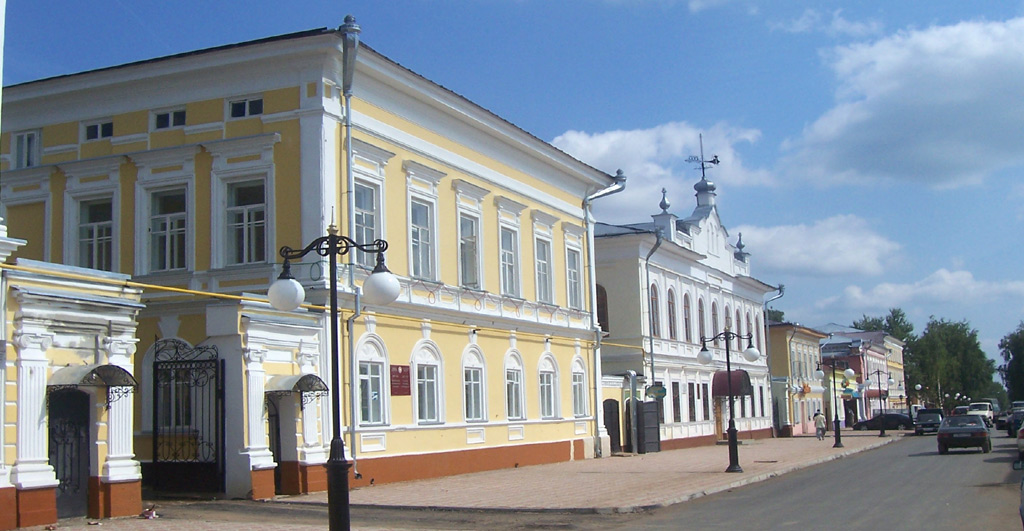
Uliza Kazan
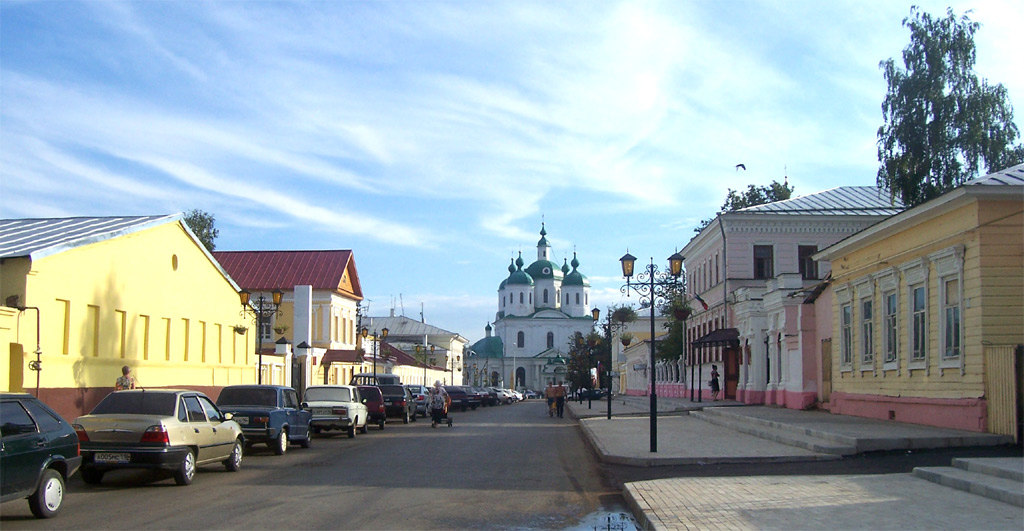
Uliza Spasskaya
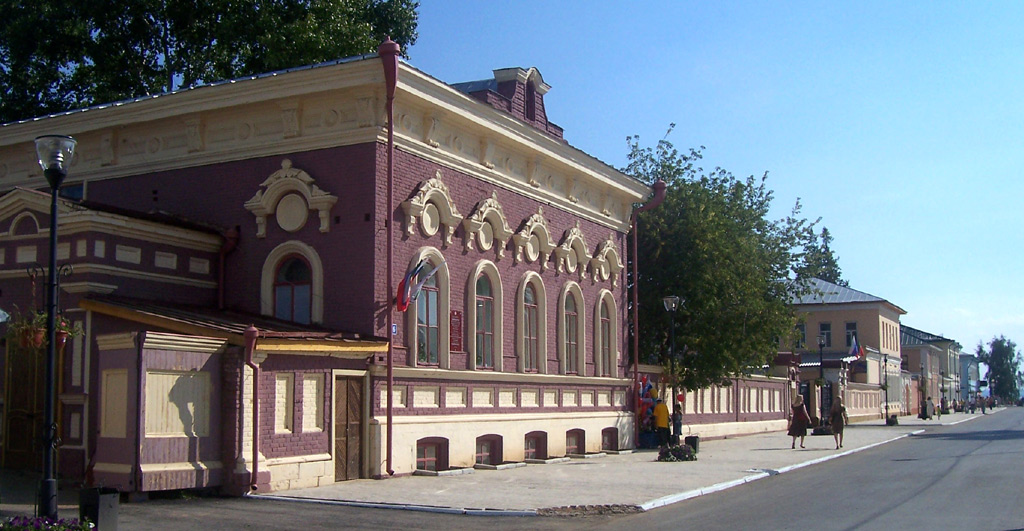
Gassar Markovo